# Émile Alluard
Pour les articles homonymes, voir Alluard.
Émile Alluard, né le 5 octobre 1815 à Orléans et mort le 20 août 1908  à Clermont-Ferrand, est un géophysicien français. De son temps il était surtout célèbre pour l’invention d’un hygromètre à condensation, mais aujourd’hui pour avoir fondé l’Observatoire du Puy de Dôme, la première station météorologique de montagne.

## Biographie
Émile Alluard naît à Orléans le 5 octobre 1815. Ayant commencé ses études un peu tard, il est bachelier à 20 ans mais devient maître répétiteur au Collège Royal d'Orléans et entre à l’École normale un an plus tard. Professeur de mathématiques au Collège du Havre pendant quelques mois, il revient à l’École normale comme surveillant général et y demeure plusieurs années. Il est ensuite nommé censeur au Collège de Reims, puis en 1846 à celui de Clermont-Ferrand. Il y restera jusqu’à la fin de sa vie (nommé Principal du Collège de Carcassonne il déclinera cette promotion, de même qu’un peu plus tard il déclinera l’offre d’une chaire à la Faculté des sciences de Lyon),.
Émile Alluard se marie en 1853. En 1858 il passe l’agrégation et devient professeur suppléant de chimie à la Faculté des sciences. Il y soutient sa thèse et devient professeur titulaire de physique en 1866. Doyen de la Faculté des sciences en 1877, il en démissionne en 1880 à la suite d’un conflit concernant les locaux. Après sa retraite il continue de militer pour que soit complétée l’œuvre de sa vie, l’Observatoire du Puy de Dôme, et entretenues les pentes du volcan et les ruines du Temple de Mercure,,.
Il est inhumé au cimetière des Carmes de Clermont-Ferrand (allée 2, no 249).

## Fondation de l’Observatoire du Puy de Dôme

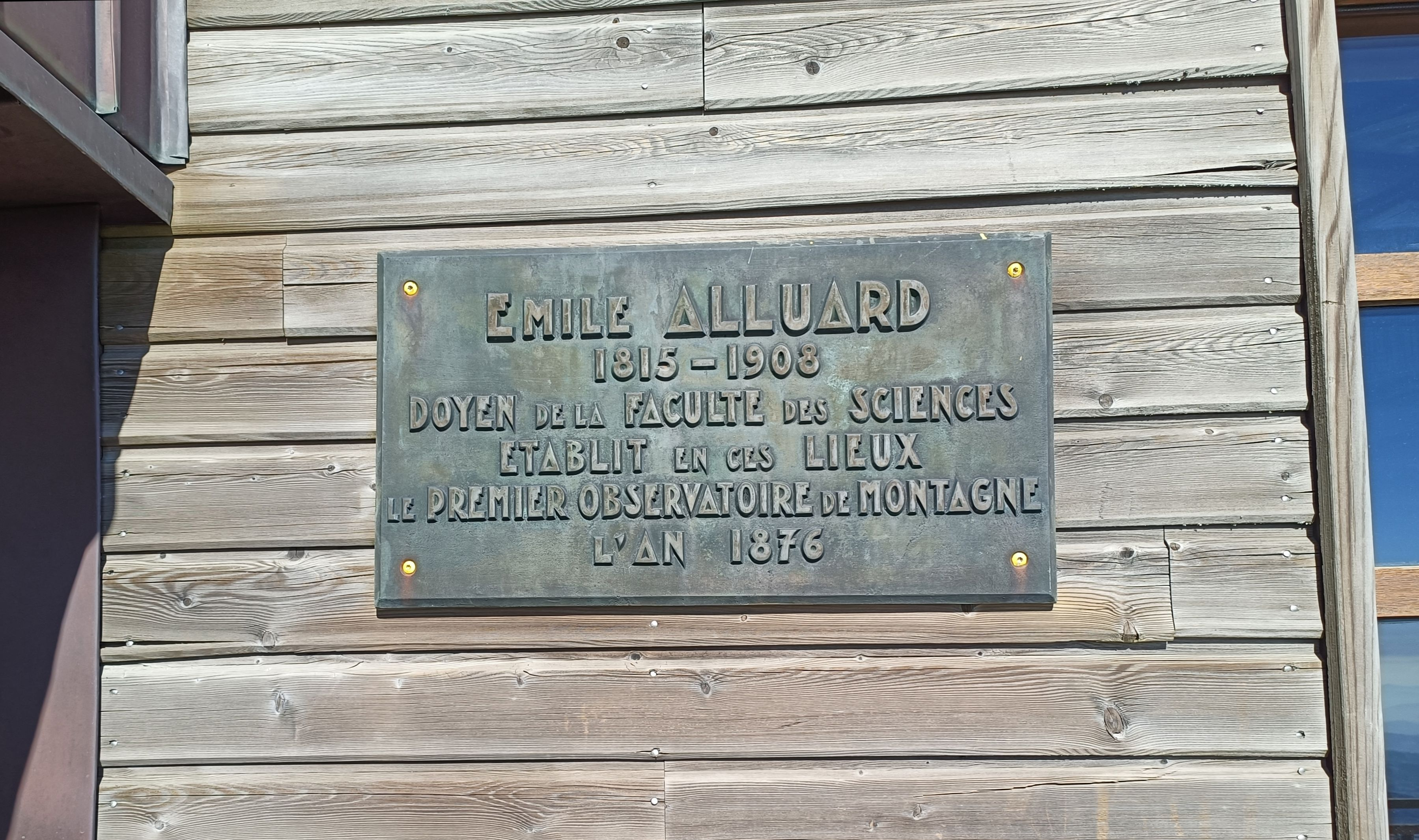
Plaque dédiée à Émile Alluard au sommet du Puy-de-Dôme.

C’est en mars 1869 qu’Émile Alluard formule le projet d’un observatoire météorologique au sommet du Puy de Dôme. À cette époque il n’en existe nulle part au monde, et Émile Alluard se heurte aux sarcasmes de la presse régionale. Il réunit des soutiens scientifiques, obtient en décembre 1871 un décret du Président de la République autorisant la construction et engageant la somme de 50 000 francs, puis en mars 1874 la déclaration d'utilité publique préalable aux expropriations. Le premier bâtiment est fonctionnel dès 1876 et terminé en novembre 1877. Un budget de fonctionnement de 5 500 francs par an est alloué par la Ville de Clermont, relayée deux ans plus tard par le Département du Puy-de-Dôme. Une station de plaine, installée parallèlement à Rabanesse et fonctionnelle depuis janvier 1874, est reliée à celle du Puy de Dôme par une ligne télégraphique, et échange les observations des deux stations avec celles de l’Observatoire de Paris ; elle abrite aussi le siège et les bureaux de l’Observatoire. Émile Alluard est bien sûr le premier directeur de l’Observatoire, lequel est rattaché à l’université. Il sera remplacé dans ces fonctions, lors de son départ en retraite, par Louis Hurion (son successeur aussi dans la Chaire de physique).

## Décorations
- Officier de la Légion d'honneur (7 juillet 1888)[4]
- Officier de l'Instruction publique